# Тайчжоу (Чжецзян)
Тайчжоу (кит. спр. 台州市, піньїнь: Tāizhōu Shì) — місто-округ в східнокитайській провінції Чжецзян.

## Географія
Тайчжоу розташовується на сході провінції на узбережжі Східнокитайського моря.

### Клімат
Місто знаходиться у зоні, котра характеризується вологим субтропічним кліматом. Найтепліший місяць — липень із середньою температурою 28.9 °C (84 °F). Найхолодніший місяць — січень, із середньою температурою 5.6 °С (42 °F).
| Клімат Тайчжоу (район Цзяоцзян) | Клімат Тайчжоу (район Цзяоцзян) | Клімат Тайчжоу (район Цзяоцзян) | Клімат Тайчжоу (район Цзяоцзян) | Клімат Тайчжоу (район Цзяоцзян) | Клімат Тайчжоу (район Цзяоцзян) | Клімат Тайчжоу (район Цзяоцзян) | Клімат Тайчжоу (район Цзяоцзян) | Клімат Тайчжоу (район Цзяоцзян) | Клімат Тайчжоу (район Цзяоцзян) | Клімат Тайчжоу (район Цзяоцзян) | Клімат Тайчжоу (район Цзяоцзян) | Клімат Тайчжоу (район Цзяоцзян) | Клімат Тайчжоу (район Цзяоцзян) |
| Показник                        | Січ.                            | Лют.                            | Бер.                            | Квіт.                           | Трав.                           | Черв.                           | Лип.                            | Серп.                           | Вер.                            | Жовт.                           | Лист.                           | Груд.                           | Рік                             |
| Абсолютний максимум, °C         | 21                              | 25                              | 26                              | 30                              | 31                              | 35                              | 37                              | 38                              | 32                              | 28                              | 27                              | 22                              | 38                              |
| Середній максимум, °C           | 10                              | 11                              | 15                              | 19                              | 22                              | 27                              | 32                              | 31                              | 28                              | 23                              | 18                              | 13                              | 21                              |
| Середня температура, °C         | 5                               | 7                               | 11                              | 15                              | 19                              | 24                              | 28                              | 28                              | 25                              | 19                              | 14                              | 9                               | 17                              |
| Середній мінімум, °C            | 1                               | 3                               | 8                               | 12                              | 17                              | 21                              | 25                              | 25                              | 22                              | 15                              | 11                              | 6                               | 14                              |
| Абсолютний мінімум, °C          | −6                              | −6                              | −1                              | 2                               | 10                              | 16                              | 22                              | 22                              | 13                              | 5                               | −1                              | −5                              | −6                              |
| Норма опадів, мм                | 50                              | 80                              | 140                             | 160                             | 220                             | 340                             | 180                             | 270                             | 250                             | 60                              | 50                              | 50                              | 1910                            |
| Вологість повітря, %            | 74                              | 77                              | 83                              | 83                              | 84                              | 88                              | 84                              | 85                              | 83                              | 77                              | 76                              | 74                              | 81                              |
| ------------------------------- | ------------------------------- | ------------------------------- | ------------------------------- | ------------------------------- | ------------------------------- | ------------------------------- | ------------------------------- | ------------------------------- | ------------------------------- | ------------------------------- | ------------------------------- | ------------------------------- | ------------------------------- |
| Джерело: Weatherbase            |                                 |                                 |                                 |                                 |                                 |                                 |                                 |                                 |                                 |                                 |                                 |                                 |                                 |

## Адміністративний поділ
Міський округ поділяється на 3 райони, 3 міста і 3 повіти:
| Карта                                                                             | Карта    | Карта    | Карта            |
| --------------------------------------------------------------------------------- | -------- | -------- | ---------------- |
| Сяньцзюй Тяньтай Ліньхай Хуан'янь Саньмень ① Луцяо Веньлін ② ① Цзяоцзян ② Юйхуань |          |          |                  |
| Статус                                                                            | Назва    | Оригінал | Населення (2020) |
| Міський район                                                                     | Луцяо    | 路桥区   | 628 934          |
| Міський район                                                                     | Хуан'янь | 黄岩区   | 707 453          |
| Міський район                                                                     | Цзяоцзян | 椒江区   | 826 074          |
| Місто                                                                             | Веньлін  | 温岭市   | 1 416 199        |
| Місто                                                                             | Ліньхай  | 临海市   | 1 114 146        |
| Місто                                                                             | Юйхуань  | 玉环市   | 644 014          |
| Повіт                                                                             | Саньмень | 三门县   | 379 469          |
| Повіт                                                                             | Сяньцзюй | 仙居县   | 431 888          |
| Повіт                                                                             | Тяньтай  | 天台县   | 474 711          |